# Klaipėdos miesto centrinis stadionas
Klaipėdos miesto centrinis stadionas eller Centralstadion är en fotbollsarena i Klaipėda i Litauen. Den är hemmaarena för FC Neptūnas och tidigare FK Atlantas Klaipėda.

## Fotbollsarenan
Stadion används mest för fotbollsmatcher, men har också löpband och fri infrastruktur. Stadion har också en rugbyklubb. Tidigare hade stadion en kapacitet på 9000 åskådare.
Stadion byggdes 1925. Renoverat flera gånger. Den första stora återuppbyggnaden gjordes 1964. Bilagan, som för närvarande innehåller extrafaciliteterna, gymmet och garderoben, byggdes 1976. År 2000 ersattes bänkarna av säten. Några kosmetiska reparationer till. Mindre reparationer utfördes 2014, då den gamla stativet revs, nästan alla säten byttes ut och mediestativet installerades. Stadion har för närvarande 4 428 platser.

## Övrigt
- Kapacitet: 4 428.
- Publikrekord: (?)
- Spelplan: 105 x 68 m.
- Underlag: Gräs.
- Belysning:  Utfört
- Byggnadsår: 1925-1927
- Total byggkostnad: (?)